# Palác Kotva

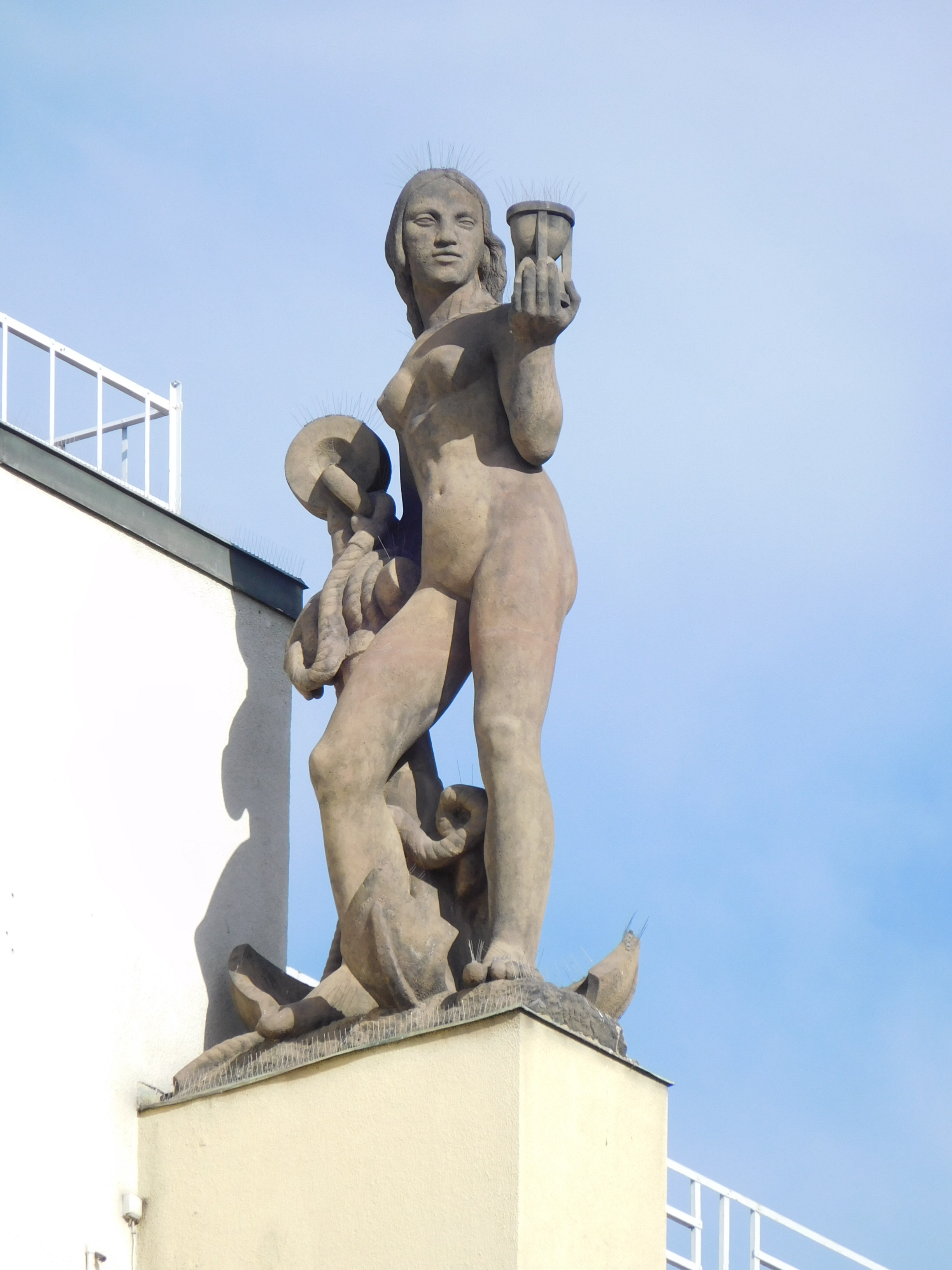
Socha Naděje na Paláci Kotva

Palác Kotva je funkcionalisticko-puristická stavba, realizovaná firmou stavitele Matěje Blechy v roce 1928 podle návrhu architekta Jana Žáka. Nachází se v Revoluční ulici v Praze na Starém Městě, v těsném sousedství Obchodního domu Kotva z roku 1974 a Burzovního paláce, ze severní strany pak sousedí s Palácem Batex. 

## Historie
Palác byl postaven v místech někdejšího premonstrátského semináře u sv. Norberta - Norbertina. Do roku 1918, kdy byl stržen, objekt využíval Ústav mladých šlechtičen.
Nová budova pro všeobecnou pojišťovací společnost ve Vídni projektoval český architekt Jan Žák. Kromě kanceláří v něm byl obchodní dům, kino, tančírna a luxusní byty.
V 50. letech 20. století se zde nacházelo Velitelství letectva MNO a další vojenské útvary. V roce 1959 bylo přízemí přestavěno v tzv. bruselském stylu pro pobočku Československých aerolinií.
Pasáž paláce Kotva byla přestavěna v roce 1995 dle návrhu arch. Martina Kotíka (ateliér OMICRON-K).
Na vrcholu nároží směrem k náměstí Republiky stojí kamenná socha ženy s přesýpacími hodinami a kotvou, symbolem naděje. Jejím autorem je sochař Ladislav Beneš (1884-1956), žák Stanislava Suchardy a Celdy Kloučka.